# Zhongxing-22A
Zhongxing-22A ist ein chinesischer Telekommunikationssatellit.
Er wurde am Mittwoch, dem 13. September 2006 um 00:02 Uhr Ortszeit (12. September nach UTC) mit einer Trägerrakete Langer Marsch 3A vom Kosmodrom Xichang aus in den Weltraum transportiert und auf einer geosynchronen Umlaufbahn auf der Position 98° Ost stationiert.
Entwickelt wurde der Satellit von der chinesischen Akademie für Weltraumtechnologie. Die geplante Lebensdauer beträgt acht Jahre und wird von der „China Telecommunication Broadcast Satellite Company“ betrieben.